# Van Brienenoordbrug
Il Van Brienenoordbrug è un ponte ad arco in calcestruzzo rinforzato situato sul lato est di Rotterdam, che attraversa la Nieuwe Maas, un importante ramo del fiume Reno.

## Descrizione
Il ponte è in realtà costituito da due ponti ad arco separati, posizionati in modo parallelo. Il ponte trasporta 12 corsie dell'autostrada A16 (strada europea E19), l'autostrada più trafficata dei Paesi Bassi. Comprese le rampe di attacco, il Van Brienenoord è lungo 1320 metri. Con la campata l'arco ovest di 300 m, è il ponte stradale ad arco più lungo dei Paesi Bassi.
Il traffico viene attraversato ogni giorno da circa 235 000 veicoli.